# Festival Internacional de Cinema Feminino
Festival Internacional de Cinema Feminino (Femina) é um festival de cinema realizado anualmente no Rio de Janeiro, especializado em filmes realizados por mulheres ou que tratam de problemas femininos.

## Histórico
A primeira edição do Femina aconteceu em 2004, por iniciativa do Núcleo de Pesquisa e Produção em Educação e Cidadania (NUPPEC), uma organização formada por professores da escola experimental EDEM. A partir de 2007, passou a ser de responsabilidade da ONG Instituto de Cultura e Cidadania Femina.
Além das sessões de filmes e debates, o Femina promove mostras especiais e itinerantes, tendo chegado às cidades de Niterói, São João de Meriti, Volta Redonda e Barra Mansa, Fortaleza, Corumbá, Goiânia e João Pessoa.
Somente filmes dirigidos por mulheres podem participar das mostras competitivas.

## Vencedoras
| Ano  | Título                                                                 | Diretora              | País/Estado                       |
| ---- | ---------------------------------------------------------------------- | --------------------- | --------------------------------- |
| 2004 | Melhor Curta-metragem Nacional: Estória Alegre                         | Cláudia Pucci         | São Paulo                         |
| 2005 | Melhor Longa-metragem: O Cárcere e a Rua                               | Liliana Sulzbach      | Brasil                            |
|      | Melhor Curta-metragem: Sindrome de Línea Blanca                        | Lourdes Villagomez    | México                            |
| 2006 | Melhor Longa-metragem: Ungdommens Raskap                               | Margreth Olin         | Noruega                           |
|      | Melhor Curta-metragem: Svegliarse in Mezzo al Mare                     | Sophie Watzlawick     | Alemanha                          |
| 2007 | Competição Internacional, Melhor Longa-metragem: 4 Elements            | Jiska Rickels         | Países Baixos                     |
|      | Competição Internacional, Melhor Curta-metragem: Bir Damla Su          | Deniz Gamze Ergüven   | Turquia França                    |
|      | Competição Nacional de Documentários: Memórias Clandestinas            | Maria Thereza Azevedo | São Paulo                         |
| 2008 | Competição Internacional, Melhor Longa-metragem: Cartas a uma Ditadura | Inês de Medeiros      | Portugal                          |
|      | Competição Internacional, Melhor Curta-metragem: Animal Farm           | Minji Jeong           | Coreia do Sul                     |
|      | Competição Nacional de Documentários: Procura-se Janaína               | Miriam Chnaiderman    | São Paulo                         |
| 2009 | Competição Internacional, Melhor Longa-metragem: Una semana solos      | Celina Murga          | Argentina                         |
|      | Competição Internacional, Melhor Curta-metragem: 26.4                  | Nathalie André        | Bélgica                           |
|      | Competição Nacional de Documentários: Cocais, a Cidade Reinventada     | Inês Cardoso          | São Paulo                         |
| 2010 | Competição Internacional: The Time of Their Lives                      | Jocelyn Cammack       | Reino Unido                       |
|      | Competição Nacional: Dois Mundos                                       | Theresa Jessouroun    | Rio de Janeiro                    |
| 2011 | Competição Internacional: Leite e Ferro                                | Claudia Priscilla     | Brasil                            |
|      | Competição Nacional: Museu dos Corações Partidos                       | Inês Cardoso          | São Paulo                         |
| 2012 | Competição Internacional: Wir Sterben                                  | Josephine Links       | Alemanha                          |
|      | Competição Nacional: Rânia                                             | Roberta Marques       | Ceará                             |
| 2013 | Competição Internacional: Ji Yi Wang Zhe Wo                            | Song Fang             | China                             |
|      | Competição Nacional: O Duplo                                           | Juliana Rojas         | São Paulo                         |
| 2014 | Competição Internacional: Habibi Bistabani And il Bahar                | Mais Darwazah         | Jordânia Alemanha Palestina Catar |
|      | Competição Nacional: Memória da Memória                                | Paula Gaitán          | Rio de Janeiro                    |